# (8850) Bignonia
(8850) Bignonia (1990 VQ6) – planetoida z grupy pasa głównego asteroid okrążająca Słońce w ciągu 5,17 lat w średniej odległości 2,99 au. Odkryta 15 listopada 1990 roku.